# Армија Пакистана
Армија Пакистана је огранак земаљске службе и највећа компонента Пакистанских оружаних снага. Председник Пакистана је врховни командант војске. Начелник генералштаба (ЦОАС), генерал са четири звездице командује војском. Војска је основана у августу 1947. након што је Пакистан стекао независност од Уједињеног Краљевства . Према статистичким подацима Међународног института за стратешке студије (ИИСС) 2021. године, пакистанска војска има приближно 560.000 активних војника, уз подршку резервног састава војске, Националне гарде и Цивилних оружаних снага . Држављани Пакистана могу се пријавити за добровољно служење војног рока након што наврше 16 година, али не могу бити распоређени у борбу до 18 година у складу саУстав Пакистана .
Примарни циљ и уставна мисија пакистанске војске је да обезбеди националну безбедност и национално јединство Пакистана одбраном од било ког облика спољне агресије или претње ратом. Пакистанска савезна влада га такође може реквирирати да одговори на унутрашње претње унутар својих граница. Током догађаја у националним и међународним несрећама и ванредним ситуацијама, спроводи хуманитарне спасилачке операције код куће и активан је учесник у мировним мисијама под мандатом Уједињених нација (УН) — пре свега играјући главну улогу у спасавању заробљених америчких војника који су захтеване снаге за брзо реаговање током Операција Готичка змија у Сомалији . Трупе пакистанске војске такође су имале релативно снажно присуство као део веће коалиције УН и НАТО током рата у Босни и већих југословенских ратова .
Пакистанска армија, главна компонента пакистанске војске, заједно са пакистанском морнарицом и пакистанским ваздухопловним снагама, је добровољачка снага која је учествовала у обимним борбама током три велика рата са Индијом, неколико граничних окршаја са Авганистаном на линији Дуранд, као и дуго - вођење побуне у региону Белуџистана против које се бори заједно са иранским безбедносним снагама од 1948. Од 1960-их, елементи војске су више пута распоређени да делују као саветодавци у арапским државама током догађаја арапско -израелских ратова, као и да помогну коалицији предвођеној Сједињеним Државама против Ирака током Првог заливског рата. Друге значајне војне операције током глобалног рата против тероризма у 21. веку су биле: Зарб-е-Азб, Црна грмљавина и Рах-е-Нијат .
Кршећи свој уставни мандат, он је више пута рушио изабране цивилне владе, прекорачујући свој заштићени уставни мандат да „делује у помоћ цивилним савезним владама када се то од њих тражи“.  Војска је била укључена у спровођење ванредног стања против савезне владе са тврдњом о успостављању реда и закона у земљи отпуштањем законодавне власти и парламента у више наврата у протеклим деценијама — уз одржавање шире комерцијалне, спољне и политичке интересовање за земљу. Због тога се суочила са оптужбама да делује као држава у држави .
Пакистанска војска има систем пука, али је оперативно и географски подељена на командне зоне, а њена најосновнија поља су њени различити корпуси . Пакистански устав налаже улогу председника Пакистана као цивилног врховног команданта пакистанске војске. Пакистанском војском командује начелник штаба војске, који је по статуту генерал са четири звездице и виши члан Заједничког комитета начелника штабова којег именује премијер, а потом потврђује председник. Од децембра 2022. године, тренутни начелник Генералштаба је генерал Асим Мунир, који је на ту функцију постављен 29. новембра 2022.

## Мисија
Његово постојање и уставна улога заштићени су Уставом Пакистана, где је његова улога да служи као копнена униформна служба пакистанских оружаних снага. Устав Пакистана успоставља главни огранак униформе за копнено ратовање у пакистанским оружаним снагама као што су:
Оружане снаге ће, према упутствима Савезне владе, бранити Пакистан од спољне агресије или претње ратом и, у складу са законом, деловати као помоћ цивилној моћи када се то од њих тражи.
—  Устав Пакистана 

## Историја
Рано порекло
Дивизија британске индијске војске и први рат са Индијом (1947–52)
Пакистанска војска је у своје модерно рођење дошла од поделе британске индијске војске која је престала да постоји као резултат поделе Индије која је резултирала стварањем Пакистана 14. августа 1947. Пре него што је дошло до поделе, постојали су планови да се британска индијска армија подели на различите делове на основу верског и етничког утицаја на области Индије.
Дана 30. јуна 1947, Ратно одељење британске администрације у Индији почело је да планира поделу од ~400.000 људи јаке британске индијске армије, али је то почело само неколико недеља пре поделе Индије која је резултирала насилним верским насиљем у Индији . Комитет за реконструкцију оружаних снага (АФРЦ) под председавањем британског фелдмаршала сер Клода Окинлека осмислио је формулу за поделу војне имовине између Индије и Пакистана у односу 2:1.
Мапа Кашмира, која приказује тронационалну контролу из Кине, Пакистана и Индије, ца. 2005
Главну подјелу војске надгледао је Сир Цхандулал Мадхавлал Триведи, индијски државни службеник који је био утицајан у осигуравању да ~260.000 људи буде пребачено у формирање индијске војске, док је преостали дио ишао Пакистану након што је акт о независности усвојен од стране Уједињено Краљевство у ноћи 14./15. августа 1947.
Командовање и контрола на свим нивоима нове војске је било изузетно тешко, пошто је Пакистан добио шест оклопних, осам артиљеријских и осам пешадијских пукова у поређењу са дванаест оклопних, четрдесет артиљеријских и двадесет и једног пешадијског пука који су отишли у Индију. Укупна величина нове војске била је око ~150.000 људи. Да би се попунило упражњено место на командним позицијама нове војске, око 13.500  војних официра из Британске војске морало је бити запослено у пакистанској војсци, што је био прилично велики број, под команду генерал-потпуковника Франка Мессервија, први врховни командант пакистанске војске.
Еминентни страхови да ће Индија преузети контролу над државом Кашмир, наоружана племена и нерегуларна милиција ушли су у долину Кашмира са већинским муслиманским становништвом како би се супротставили власти Харија Синга, хиндуиста и владајућег Махараџа Кашмира, у октобру 1947. : наст.  Покушавајући да задржи своју контролу над кнежевском државом, Хари Синг је распоредио своје трупе да провери напредовање племена, али његове трупе нису успеле да зауставе племена која су напредовала према долини. На крају,Хари Синг је апеловао на Луиса Маунтбатена, генералног гувернера Индије, тражећи распоређивање индијских оружаних снага, али је индијска влада тврдила да би трупе могле бити ангажоване ако Хари Синг приступи Индији. Хари Синг је на крају пристао да пристане на услове индијске владе што је на крају довело до распоређивања индијске војске у Кашмиру – овај споразум је, међутим, оспорио Пакистан пошто споразум није укључивао пристанак народа Кашмира . Избиле су спорадичне борбе између милиције и индијске војске и јединица пакистанске војске под командом генерал-мајора. Акбар Кан се на крају придружио милицији у њиховој борби против индијске војске.
Иако се генерал-потпуковник сер Френк Месерви супротставио племенској инвазији на састанку кабинета са премијером Лиакватом Али Каном 1947. године, касније напуштајући команду војске 1947. године, по мишљењу британских официра у индијској и пакистанској војсци би се међусобно борили на ратном фронту. Био је то генерал-потпуковник. Доуглас Грацеи који је наводно прекршио директна наређења Мухамеда Али Јиннаха, генералног гувернера Пакистана, за распоређивање војних јединица и на крају издао трајна наређења која су уздржала јединице пакистанске војске да даље учествују у сукобу.
До 1948. године, када је у Пакистану постало императив да се Индија спрема да покрене операцију великих размера против Пакистана, генерал Грејси се није противио распоређивању војних јединица у сукобу против индијске војске.
Ова ранија непослушност генерала Грејсија је на крају приморала Индију и Пакистан да постигну компромис кроз интервенцију Уједињених нација, при чему Пакистан контролише западни Кашмир, а Индија источни Кашмир .
20. век: Представе хладног рата и сукоба
Реорганизација под војском Сједињених Држава (1952–58)
У време поделе Британске Индије, британски фелдмаршал (Уједињено Краљевство) сер Клод Окинлек је фаворизовао пребацивање пешадијских дивизија пакистанској војсци, укључујући 7, 8. и 9 . 1948. године, официри британске војске у пакистанској војсци основали су и подигли 10, 12. и 14. пешадијске дивизије—с тим да је 14. основана у Источном Бенгалу . Године 1950. подигнута је 15. пешадијска дивизија уз помоћ војске Сједињених Држава, након чега је уследило оснивање 15. пешадијске дивизије у Сиалкоту. Зависност од Сједињених Држава је додатно порасла од стране пакистанске војске упркос томе што је забрињавајуће забринута за политичаре у земљи. Између 1950. и 1954. пакистанска војска подигла је још шест оклопних пукова под вођством америчке војске: укључујући 4. коњицу, 12. коњицу, 15. коњанике и 20. коњанике .
Након инцидента који је укључивао Грејсијеву непослушност, постојало је снажно уверење да треба именовати домаћег команданта пакистанске војске, што је довело до тога да је влада Пакистана одбила да Британски војни одбор замени генерала Грејсија након његове смене, 1951. године. На крају је премијер Лиакуат Али Кхан одобрио промотивни документ генерал-мајора. Ифтикхар Кхан као први домаћи врховни командант, дипломирао је на Империјалном одбрамбеном колеџу у Енглеској, али је погинуо у несрећи у ваздухопловству на путу за Пакистан из Уједињеног Краљевства .
После смрти генерал-мајора. Ифтикхар, у војсци су била четири виша генерал-мајора у трци за унапређење, али најмлађи, генерал-мајор. Аиуб Кхан, чије име није било уврштено на листу за унапређење, уздигнут је на промоцију која је резултирала лобирањем од стране Искандара Мирзе, секретара за одбрану у администрацији Али Кхан . Традиција именовања заснована на фаворизовању и квалификацијама која је још увек у пракси од стране цивилних премијера у Пакистану. Ајуб је унапређен у вршилац дужности пуног генерала да командује војском као његови претходници Френк Месерви и Даглас Грејсиобављали дужност врховног команданта пакистанске војске у чину генерала, суседне земље, први главнокомандујући Индије били су исти у овом контексту.
Одељење војске под генералом Ајубом Каном усмеравало је потребе војске ка великом фокусу и зависности од увезеног хардвера набављеног из Сједињених Држава, упркос томе што га је набавио од домаће индустрије, у оквиру Саветодавне групе за војну помоћ при Пакистану 1954. 1953. године, 6. пешадијска дивизија је подигнута и распуштена 6. дивизија 1956. након чега је уследило распуштање 9. пешадијске дивизије пошто је америчка помоћ била доступна само за једну оклопну и шест пешадијских дивизија. За то време, борбени тим бригаде војскеје спремно ставио на располагање од стране генерала Ајуба Кан за распоређивање да подржи борбене трупе америчке војске у корејском рату .
Док је радио као министар у администрацији Богре, непристрасност генерала Ајуба била је у великој мери доведена у питање од стране политичара земље и довела је пакистанску одбрамбену политику до зависности од Сједињених Држава када је земља постала странка ЦЕНТО- а и СЕАТО -а, активних мера САД против експанзија глобалног комунизма .
Године 1956. основана је 1. оклопна дивизија у Мултану, а затим специјалне снаге у Черату под надзором специјалних снага америчке војске . Под контролом генерала Ајуба, војска је искоренила британски утицај, али је позвала америчку експанзију и реорганизовала пук Источни Бенгал у Источном Бенгалу, Погранични пук у северном Пакистану, Кашмир пук у Кашмиру и гранични корпус у западном Пакистану. Редослед првенства се мења са морнарица–војска–ваздухопловство на армија–морнарица–ваздухопловне снаге, при чему је војска највиша грана службе у структури пакистанске војске.
Године 1957. основан је И корпус са седиштем у Пенџабу. Између 1956. и 1958. школе пешадије и тактике, артиљерије, наоружања, оклопне, медицинске, инжењерске, службе, ваздухопловства, и неколико других школа а успостављени су центри за обуку са или без учешћа САД.
Војна преузимања у Пакистану и други рат са Индијом (1958–1969)
Већ 1953. пакистанска војска се укључила у националну политику у циљу обнављања стања реда и закона када је генерални гувернер Малик Гхулам, уз одобрење премијера Кхаваје Назимуддина, распустио државну владу главног министра Мумтаза Даултане са народним мандатом. у Пенџабу у Пакистану и прогласио ванредно стање под генерал-потпуковником. Азам Кхан и пуковник Рахимуддин Кхан који су успешно угушили верску агитацију у Лахореу .  Године 1954. Војнообавештајни корпус пакистанске војске је наводно послао обавештајни извештај који указује на успон комунизма у Источном Пакистану током парламентарних избора одржаних у Источном Бенгалу . У року од два мјесеца од избора, премијер Мохаммад Али Богра, уз одобрење генералног гувернера Малика Гхулама, смијенио је још једну државну владу главног министра Фазлула Хука у источном Бенгалу у Пакистану и прогласиовладавина гувернера под Искандаром Мирзом који се ослањао на пакистанску војску да управља контролом и безбедношћу Источног Бенгала на свим нивоима команде. Пошто је генерал Ајуб Кан постао министар одбране под Министарством талената на челу са премијером Богром, укљученост војске у националну политику додатно је порасла применом контроверзног програма Оне Унит, укидајући статус Четири провинције, упркос снажним протестима јавности и политичара Западног Пакистана. Највећа средства за одбрану и потрошња били су фокусирани искључиво на Ајубово војно одељење и одељење ваздухопловних снага које је водио маршал ваздухопловства Асгхар Кхан, дајући мањи приоритет националним потребама за морнарицу.
Од 1954. до 1958. године, Ајуб Кан је био подвргнут вишеструким продужењима службе од стране цивилних премијера који су први пут добили 1954. године, што је продужило његову мандат да траје до 1958.
Пакистанска војска под Ајубом Каном давала је мање подршке имплементацији првог сета Устава Пакистана који је успоставио цивилну контролу над војском, а војска је наставила да у потпуности подржава и подржава први војни закон у земљи који је наметнуо Предсједник Искандер Мирза – војска је касније преузела власт од предсједника Мирзе за само двије седмице и поставила Ајуба Кана као другог предсједника . Накнадна промена команде резултирала је генералом Мусом Канапостаје командант војске са Ајубом Кана који се промовише као контроверзни чин фелдмаршала . Године 1969. Врховни суд је поништио своју одлуку и поништио своје осуде које су захтевале валидацију ванредног стања 1958.
Војска је одржала референдум и чврсто контролисала политичку ситуацију преко обавештајних служби, а забранила је и политичко деловање у земљи.
Од 1961. до 1962. војна помоћ Пакистану је настављена из Сједињених Држава и они су основали 25. коњицу, а затим 24. коњицу, 22. и 23. коњицу.   У периоду 1960–61, Војне специјалне снаге су наводно биле укључене у преузимање контроле над управом Дира од Наваба Дира у Читралу у северозападној пограничној провинцији због забринутости због мешања Авганистана у регион. Године 1964–65, граничне борбе и тензије су се распламсале са индијском војском уз озбиљан инцидент који се догодио у близини Ранн оф Кутцх, након чега је уследила неуспела тајна акција преузимања контроле над индијском страном Кашмира, резултирала је масовном одмаздом индијске војске 5. августа 1965. У ноћи 6. септембра 1965. Индија је отворила фронт против Пакистан када је механизовани корпус индијске војске кренуо напред преузимајући контролу над пакистанском страном Пенџаба, скоро стигавши до Лахореа . У време сукоба 1965. године, пакистанска оружарница и хардвер механизованих јединица је увезен из Сједињених Држава укључујући М4 Схерман, М24 Цхаффее, М36 Јацксон и тенкови М47 и М48 Паттон, опремљени топовима калибра 90 мм. Насупрот томе, оклоп индијске војске био је застарео у технологији са америчким М4 Шерман који је користио у корејском рату и британским тенком Центурион произведеним у Другом светском рату, опремљеним пушкама ЦН-75 француске производње.
Упркос чињеници да је Пакистан уживао бројчану предност у тенковима и артиљерији, као иу укупној бољој опреми, 69   индијска војска је успешно пробила одбрану пакистанске граничне линије и успешно освојила око 360 до 500 квадратних километара (140 до 190 квадратних миља)  пакистанске територије Панџаба на периферији Лахореа. Велика тенковска битка се одиграла у Чавинди, у којој је новооснована 1. оклопна дивизија успела да заустави инвазију Индијанаца. На крају, индијска инвазија на Пакистан се зауставила када је индијска војска завршила битку код Буркија. Уз дипломатске напоре и учешће Совјетског Савеза да доведе две нације да окончају рат, Ајубова администрација је постигла компромис са министарством Шастри у Индији када су обе владе потписале и ратификовао Ташкентску декларацију . Према студијама о земљама Конгресне библиотеке које је спровео Федерални одсек за истраживање Сједињених Држава:
Рат је био војно неубедљив; свака страна је држала заробљенике и неку територију која је припадала другој. Губици су били релативно велики — на пакистанској страни, двадесет авиона, 200 тенкова и 3.800 војника. Пакистанска војска је била у стању да издржи притисак Индије, али би наставак борби довео само до даљих губитака и коначног пораза Пакистана. Већина Пакистанаца, школованих у уверењу о сопственој борилачкој вештини, одбијала је да прихвати могућност војног пораза своје земље од „хиндуистичке Индије“ и, уместо тога, брзо је окривила свој неуспех да остваре своје војне циљеве оно што су сматрали неспособност Ајуба Кана и његове владе.
У време проглашења примирја, према неутралним изворима, индијске жртве су износиле 3.000, док су пакистанске биле 3.800. Пакистан је изгубио између 200 и 300 тенкова током сукоба, а Индија је изгубила отприлике 150-190 тенкова .
Међутим, већина неутралних оцена се слаже да је Индија имала предност над Пакистаном када је проглашен прекид ватре, али се пропаганда у Пакистану о рату наставила у корист пакистанске војске. Рат није био рационално анализиран у Пакистану са највећим делом кривице на руководству и малом значају који се придавао неуспесима обавештајних служби који су трајали до дебакла трећег рата са Индијом 1971. Акција индијске војске била је ограничен на регион Пенџаба са обе стране са индијском војском углавном у плодним секторима Сиалкот, Лахоре и Кашмир, док је пакистанско освајање земље било првенствено у јужним пустињама наспрам Синда и у сектору Чамба у близини Кашмира на северу.
Са ембаргом Сједињених Држава на оружје Пакистану по питању рата, војска се уместо тога обратила Совјетском Савезу и Кини за набавку хардвера, и исправно је проценила да је недостатак пешадије играо велику улогу у неуспеху пакистанског оклопа да преведе своју убедљиву материјалну и техничку супериорност у велики оперативни или стратешки успех против индијске војске. Коначно, врховна команда војске успоставила је 9, 16. и 17. пешадијске дивизије 1966–68. Године 1966. формиран је ИВ корпус и основан његов штаб, који је стално стациониран у Лахору, Пенџаб у Пакистану .
Војска је остала укључена у грађанска питања нације и на крају је увела друго војно стање 1969. године када је тадашњи командант војске, генерал Јахја Кан, преузео контролу над грађанским пословима нације након оставке др. Председник Ајуб Кан резултирао је масовним штрајковима радника који су подстакли Пакистанска народна партија на Западу и Авами лига у источном Пакистану .
У тужби коју је решио Врховни суд Пакистана, легалност ванредног стања је сматрана упитном пошто је Врховни суд решио тужбу ретроактивно поништивши ванредно стање које је суспендовало Устав и посебно пресудио да је преузимање власти Јахја Кана била „незаконита узурпација „. У светлу пресуде Врховног суда, војска је одржала јавну телевизијску конференцију када је председник Јахја Кан најавио одржавање општих избора широм земље 1969–70.
Потискивање, грађански сукоб у Источном Пакистану и индијска инвазија (1969–1971)
Године 1969. председник Јахја Кан одлучио је да изврши административне промене у војсци тако што је именовао генерала Абдула Хамида Кана за начелника штаба војске (АЦОС) пакистанске војске, који је централизовао ланац команде у Равалпиндију у штабу познатом као " Врховна команда“. Од 1967. до 1969. године пешадијске јединице су извеле низ великих војних вежби на граници источног Пакистана са Индијом. Године 1970., војна мисија пакистанске војске у Јордану је наводно била укључена у борбу против палестинске инфилтрације у Јордану и њено сузбијање . У јуну 1971, регрутација у војску је омогућила војном штабу у Равалпиндију да подигне и успостави 18. пешадијску дивизију, стационирану у Хајдерабаду, Синд, за одбрану 900 km (560 mi) од Рахимјар Кана до Рана од Куча, и поново успоставио 23. пешадијску дивизију за одбрану сектора Чамб-Дева .
Године 1971. основан је II корпус са седиштем у Мултану, усмерен ка одбрани масовног упада индијске војске. У децембру 1971. године, из армијских резерви II корпуса формирана је 33. пешадијска дивизија, након чега је уследило подизање 37. пешадијске дивизије . Пакистанска војска је наводно помогла пакистанској морнарици да успостави амфибијски огранак, пакистански маринци, чији је батаљон пребачен у Источни Пакистан заједно са 9. пешадијском дивизијом. Остали батаљони маринаца били су стационирани са војним трупама у ободима Пенџаба како би подржали одбрану у догађајима рата са Индијом.
Интервенција у источном Пакистану је додатно порасла када је Операција рефлектор резултирала преузимањем владиних зграда, комуникационих центара и ограничавањем политичара који се противе војној власти. У року од месец дана, пакистански стратези за националну безбедност схватили су свој неуспех у спровођењу плана који није предвидео грађански отпор на истоку, и праву природу индијске стратегије која стоји иза њихове подршке отпору.
Иахиа администрација је нашироко оптужена да је дозволила војсци да почини ратне злочине против цивила на истоку и да ограничава грађанске слободе и људска права у Пакистану. Источна команда под генерал-потпуковником. ААК Ниази, који је имао територијалну одговорност за одбрану Источног фронта и имао је одговорност да штити, упућен је оптужбама за ескалацију политичког насиља на истоку од стране војних официра, политичара и новинара у Пакистану. Од општих избора1970. године, војска је притворила неколико кључних политичара, новинара, мировних активиста, студентских синдикалиста и других чланова цивилног друштва док је ограничавала слободу кретања и говора у Пакистану. У источном Пакистану, уједињена источна војна команда под генерал-потпуковником. ААК Ниази, започео је своје ангажовање са оружаном милицијом која је имала директну подршку терора из Индије у априлу 1971. и на крају се борила против индијске војске у децембру 1971. Војска је, заједно са маринцима, покренула копнену офанзиву на оба фронта, али је индијска војска успешно држала своје позиције и започела добро координисане копнене операције на оба фронта, у почетку заузевши 15.010 km2 (5.800 sq mi) територије Пакистана ; ову земљу коју је Индија добила у секторима Азад Кашмир, Пенџаб и Синд .
Одговарајући на ултиматум који је 16. децембра 1971. издала индијска војска на истоку, генерал-потпуковник. Нијази је пристао да призна пораз и крене ка потписивању документоване предаје са индијском војском која је ефективно и једнострано окончала оружани отпор и предводила стварање Бангладеша, тек након званичног ангажмана Индије који је трајао 13 дана. Пријављено је да је Источна команда предала ~93.000–97.000 униформисаног особља индијској војсци – највећа предаја у рату од стране било које земље након Другог светског рата . Губици нанети И корпусу, II корпусу и маринцима војске нису одговарали председнику Јахја Кану који је извршном уредбом предао контролу над грађанском владом Зулфикару Али Бутоу .
Коментаришући пораз, војни посматрач пакистанске војске, мајор АХ Амин, известио је да ратни стратези у војсци нису озбиљно размишљали о пуноправној инвазији из Индије све до децембра 1971, јер се претпостављало да индијска војска неће ризикује интервенцију Кине или Сједињених Држава, а висока команда није успела да схвати да Кинези неће моћи да интервенишу током зимских месеци од новембра до децембра, због завејаних хималајских превоја, а Американци нису уложили никакав прави напор да убеде Индија против напада на Источни Пакистан.
Реструктурирање оружаних снага, стабилност и обнова (1971–1977)
У јануару 1972. администрација Буто је формирала комисију за ратне заробљенике да истражи број ратних заробљеника које држи индијска војска док је тражила од Врховног суда Пакистана да истражи узроке неуспеха рата са Индијом 1971. Врховни суд је формирао чувену ратну истражну комисију (ВЕЦ) која је идентификовала многе пропусте, ломове и грешке унутар институције одељења војске и поднела препоруке за јачање оружаних снага у целини. Под управом Јахјагодине, војска је била веома деморализована и постојали су непотврђени извештаји о побуни војника против виших војних генерала у гарнизонима корпуса и војном штабу у Равалпиндију.
По повратку из брзе посете Сједињеним Државама 1971. године, председник Буто је насилно нечасно отпустио комисију од седам виших војних генерала, које је назвао „војски вадерас“  Године 1972. руководство војске под генерал-потпуковником. Гул Хасан се уздржао од поступања према налогу Буто администрације да се ухвати у коштац са штрајковима радника у Карачију и да притвори синдикалне вође у Карачију, уместо тога саветујући савезну владу да употреби полицијску управу за предузимање акција.
Председник Буто је 2. марта 1972. разрешио комисију генерал -потпуковника. Гул Хасан као командант војске, заменивши га са генерал-потпуковником. Тика Кан који је касније унапређен у чин са четири звездице и именован за првог начелника армијског штаба (ЦОАС). Војска под управом Бутоа је реконструисана у својој структури, побољшавајући њену борбену способност, и реорганизована је оснивањем Кс корпуса у Пенџабу 1974. године, након чега су уследили В корпус у Синду и КСИ корпус у Хајбер- Пахтунхви у Пакистану 1975 . Трилатерални споразум у Индији, Буто администрација је вратила све ратне заробљенике у земљу, али војна борба да се попуне упражњена радна места и запослења због неких који пате од ПТСП- а и других компликација менталног здравља, док други једноставно нису желео да више служи војску. Под администрацијом Буто, војска се бавила производњом за самопоуздање и на крају је стигла до Кине да успостави индустрију материјала и метала како би превазишла недостатак материјала и производњу индустрије оружја у земљи.
Године 1973. Буто администрација је распустила државну владу у Белуџистан што је резултирало још једним сепаратистичким покретом, што је кулминирало низом војних акција у највећој провинцији земље које су окончане 1977. године .  трансфер Белл АХ-1 Цобра у Авијацијски корпус, сукоб се завршио тако што је пакистанска влада понудила општу амнестију сепаратистима 1980-их. Што се тиче питања Белушког сукоба, пакистанска војска је остала ангажована у грађанском рату у Оману у корист владе Оман све док побуњеници нису поражени 1979. Комисија за истраживање рата приметила је недостатак заједничке велике стратегије између четири рода војске током првог, другог и трећег рата са Индијом, препоручујући оснивање Заједничког комитета начелника штабова за одржавање стратешке војне комуникације између служби и савезне владе, тј. председавају именовани председавајући заједничких шефовакао главни војни саветник владе. Године 1976, први председавајући заједничких начелника је именован из војске, а генерал Мухамед Шариф је преузео председавање, али је поднео оставку годину дана касније. Године 1975, премијер Зулфикар Али Буто је контроверзно заменио најмање седам високих војних генерала да унапреди генерал-потпуковника. Зија-ул-Хака на чин са четири звездице, именовавши га за начелника штаба војске (ЦОАС) упркос војним препорукама прослеђеним савезној влади.
Током 1970-их, инжињеријске формације војске, међу којима се истиче Инжињерски корпус, играле су кључну улогу у подршци тајном програму атомске бомбе како би се постигао свој паритет и изводљивост, укључујући изградњу челичних тунела у тајним полигонима за тестирање нуклеарног оружја у 1977–78.
Пилоти борбених авиона ПАФ и морнарице добровољно су служили у војсци арапских нација против Израела у рату Јом Кипур (1973). Према савременим пакистанским изворима, 1974. године један од пилота ПАФ-а, Флт. Поручник Сатар Алви, који је управљао МиГ-ом-21, оборио је Мираж израелских ваздухопловних снага којим је управљао капетан М. Лутз, и добио је почаст од сиријске владе. Израелски пилот је касније подлегао ранама које је задобио приликом катапултирања. Међутим, ниједан већи извор из тог времена није известио о таквом инциденту, и нема помена „капетан Лутз“ у израелском Министарству одбране'с запис о израелским жртвама у рату.
Блискоисточне операције, мировне мисије и тајне акције (1977–1999)
Политичка нестабилност се повећала у земљи када је конзервативна алијанса одбила да прихвати излазност на гласање у корист Пакистанске народне партије (ППП) након општих избора одржаних 1977. Војска, под генералом Зиа-улом -Хак – начелник војске, почео је да планира војно преузимање савезне владе под премијером Зулфикаром Бутом, на крају предводећи државни удар који је суспендовао устав усред одговора на позив једног од опозиционих лидерапретње позивањем на нови грађански рат. Војно мешање у грађанска питања додатно је порасло када је ванредно стање продужено на бесконачан период упркос тврдњи да ће избори бити одржани 90 дана пре тога. На захтев саудијске монархије, администрација Зије је распоредила чету специјалних снага да оконча заузимање Велике џамије у Меки од исламиста .
Војска под председником Зијом је ослабила због војних официра који су били потребни за вођење послова грађанске власти и контроверзних војних судова који су водили суђења комунистима, дисидентима и опозицијама Зијине администрације . Године 1984–85, Пакистан је изгубио контролу над својим северним глечерима због успешне експедиције и продора индијске војске, а војска је морала да се упусти у дугогодишње тешке битке са индијском војском да поврати своје области од индијска војска. Забринутост због војних официра и војног особља потребних да се супротстави даљем напредовању индијске војске на северним фронтовима 1984. године, ванредно стање је укинуто након референдума који је одобрио Зијино председништво и омогућио начин одржавања општих избора 1985. Војна контрола под војном администрацијом је успешно стабилизовала закон и ред у Белуџистану упркос масовној илегалној имиграцији из Авганистана и издала општу амнестију сепаратистима и побуњеницима. Да би се позабавила обуздавањем и безбедношћу Авганистана, војска је 1985. године основала XII корпус са сталним седиштем у Квети, који је дизајниран да обезбеди одбрану од инфилтрације Авганистанске националне армије из Авганистана .
Године 1985. Сједињене Државе су одобриле пакет војне помоћи, вредан 4,02 милијарде долара, Пакистану када су се муџахедини који су се борили против Совјетског Савеза у Авганистану повећали и интензивирали, а Совјетска армија је почела да нарушава и напада побуњенике у племенским областима у Пакистану. Године 1986. тензије са Индијом су порасле када су се сталне трупе индијске војске мобилисале на борбеном положају на јужној граници Пакистана, а Индија није претходно обавестила Пакистан о вежбама. Године 1987–88, XXКС корпус, са седиштем у северном делу Пенџаба, а XXКСИ корпус, са седиштем у јужном делу Пенџаба, подигнут је и основан да обезбеди одбрану од масовне инфилтрације индијске војске.
После ваздухопловне несреће која је резултирала смрћу председника Зије 1988. године, војска је организовала масивну војну вежбу са пакистанским ваздухопловним снагама како би проценила технолошку процену система наоружања и оперативне спремности. Током 1980-их, пакистанска војска је остала ангажована у пословима на Блиском истоку, прво је била распоређена у Саудијској Арабији током иранско-ирачког рата 1980–1988, а касније је надгледала оперативне мере подршке и борбена дејства током Заливски рат 1990-91.
У периоду од 1991. до 1998. године војска се бавила професионализмом и доказала своје борбене вештине на сомалијском театру (1991–94), рату босанских Срба (на босанској страни од 1994. до 1998. ) и другим позориштима Југословенски ратови, као део распоређивања Уједињених нација.  Године 1998, Инжињерски корпус војске имао је кључну улогу у обезбеђивању војне администрације за припрему за тестирање атомског оружја у Белуџистану када су бомбардери ваздухопловних снага летели и преносили атомске уређаје . Контроверзно олакшање генерала Јехангира Карамата од стране администрације Шарифа наводно је пореметило равнотежу цивилно-војних односа са најмлађим генерал-потпуковником. Первез Мушараф га је заменио на месту председника здружених начелника и начелника војске 1999.
У мају 1999. године, северна лака пешадија, паравојна јединица са седиштем у Гилгиту, ушла је у Каргил, што је резултирало тешким граничним борбама са индијском војском, које су нанеле велике губитке на обе стране. Лоше осмишљени план без смисленог разматрања исхода граничног рата са Индијом, војска под председавајућим заједничких начелника генерала Первеза Мушарафа (такођер командант војске у то време) није успела да постигне своје борбене перформансе и патила је са сличним исходима као претходни план из 1965. са америчким војним посматрачимау пакистанској војсци славно коментаришући новинским каналима у Пакистану : Каргил је био још један пример пакистанске (недостатак) велике стратегије, понављајући глупости претходних ратова са Индијом ." 
После хвале вредног учинка, председник Пакистана је поставио Северну лаку пешадију као редовни војни пук. Њено особље је на крају постало официре и регрутовало се у војску 1999.
21. век: Ратне представе
Верска побуна и рат против тероризма (2001 – данас)
Ово контроверзно преузимање савезне владе било је подвргнуто дугој и скупој тужби између адвоката војног одељења и бивше Шарифове администрације у Врховном суду, са значајном пресудом изреченом 2009. на крају је стао на страну и фаворизовао аргументе Схарифове администрације пошто су судије Врховног суда прихватиле чињеницу да је преузимање власти од стране војске заправо било директно кршење устава и кршење датог уставног мандата.
Одговарајући на терористичке нападе у Њујорку у Сједињеним Државама, војска се придружила борбеним акцијама у Авганистану са Сједињеним Државама и истовремено се укључила у војни сукоб са индијском војском 2001-02. У периоду 2004–06, војни посматрачи из војске били су распоређени да воде војску Шри Ланке да оконча грађански рат са тамилским борцима .
Да би превазишла кризу управљања 2004–07, Мушарафова администрација је именовала неколико војних официра у цивилне институције, од којих су неки добили продужења док су други распоређени из борбене службе – што је утицало на борбене способности и ослабило војску. Под вођством генерала Мушарафа, способности војске у борби против фанатичних талибана и авганистанских арапских бораца у Пакистану додатно су ослабиле и претрпеле озбиљне неуспехе у стицању контроле над племенским појасом који је пао под контролу авганистанских Арапа и узбекистанских бораца . Од 2006. до 2009. године, војска је водила низ крвавих битака са фанатичним авганистанским Арапима и другим страним борцима, укључујући и војну акцију у Црвеној џамији у Исламабаду за контролу верског фанатизма . Са контроверзним убиством политичара Белуча 2006. године, војска је морала да се упусти у битке са сепаратистима Белуча који су се борили за аутономију Белуџистана.
У априлу 2007. извршена је велика реорганизација команди војске под генералом Ахсаном С. Хајатом, замеником начелника војске под генералом Мушарафом, успоставио је Јужну, Централну и Северну команду. Са оставком генерала Мушарафа и генералом Ашфаком Парвезом Кајани који је постао начелник војске, војска се престројила како би преиспитала своју борбену политику и повукла официре у цивилним институцијама како би се фокусирала на своју примарну уставну мисију заштите и одговорности у периоду 2009–14 . Године 2012. догодила се озбиљна несрећа у којој је учествовао цео батаљон Северне лаке пешадије када је лавина погодила базу батаљона у Сиацхену, заробивши 135 војника, укључујући и неколико војних официра.
2013–16, домаћи крајње десничарски герилски рат са талибанима, авганистанским Арапима и централноазијским борцима направио је одлучујући заокрет у корист војске под Шарифовом администрацијом, на крају стекао контролу над целом земљом и успоставио налог устав у погођеним крајевима без закона. Од свог тренутног распоређивања од 2019. године, војска је остала ангажована у граничним борбама са индијском војском док је распоређивала своје борбене ударне бригадне тимове у Саудијској Арабији као одговор на саудијску интервенцију у Јемену .